# カミーユ・クローデル (映画)
『カミーユ・クローデル』（Camille Claudel）は、1988年のフランスの映画。フランスの女性彫刻家カミーユ・クローデルの生涯を描いた伝記映画である。カミーユの弟ポール・クローデルの孫レーヌ＝マリー・パリスの書籍を原作としている。監督はブリュノ・ニュイッテン。主演のイザベル・アジャーニは共同製作者も務めている。

## ストーリー
1885年、20歳の女性彫刻家カミーユ・クローデルは一緒に創作しているイギリス人のジェシー・リップスコムからオーギュスト・ロダンは女たらしという忠告を受ける。1年ローマに行く師匠ブーシェの後任としてロダンが挨拶にくる。「地獄の門」を制作中のロダンを最初は高慢なタイプだと距離を置いていたカミーユだったが、難しいパロス産の大理石で作った足の彫刻がロダンに認められる。カミーユに感化されてアルチュール・ランボーの『イリュミナシオン』を読み、詩人になることを願っている弟のポール・クローデルが姉の悩みを聞いてくれる。リセに会いに行くと、ヴィクトル・ユーゴーが亡くなったと教えられる。国葬の後、ロダンが言い寄る。断ったにもかかわらず、故郷ビルヌーブ村に内縁の妻ローズ・ブーレを連れて訪ねてくる。
ロダンは弟子となった自分の半分の年齢で美しいカミーユを芸術家として尊敬しあい、彼女と愛しあうようになるが、ローズと別れることができない。2人の仲は社交界でも噂になる。ポールが外交官になりたいというのでロダンから外務省に依頼してもらうと話す。父親はカミーユが「カレーの市民」などロダンの手伝いばかりしてサロンに作品を出さないのを叱り、天才の家系なのにと責める。カミーユはロダンの子を妊娠するが中絶する。建設中のエッフェル塔が見える中、ローズに殺されそうになると失踪する。
ロダン像を記憶だけで制作したことから「カミーユ嬢は巨匠だ」とロダンが皆に話している最中、カミーユは「ローズを取るか私を取るか」とロダンに詰問するが、「ローズは病気だ」などと理屈をつけて断られ、ロダンと別れる。ランボーの影響で カトリックに改宗したというポールはアメリカの外交官になる。カミーユは「帰国する頃には私も成功するわ」と約束すると、ポールは流産したという姉の許を去る。画商ブロやクロード・ドビュッシーがカミーユの作品を気に入り、接触してくる。
久しぶりに「バルザック像」で失意のロダンと再会するも、カミーユが抱いてというのに、2人の女にバラバラにされた男の像を見て自分に対する嫌みだと言うロダンに対し、カミーユは「あなたは私の若さ、才能、すべてを奪った」「アトリエを3つももち、作品は人任せで最後に触るだけで社交に走る。そんなやり方はご免だわ」と喧嘩になる。ロダンは「子供のためなら結婚したのに」「傷つけ合うことは耐えられない」と去る。
カミーユは全てを売り払うなど、様子が変になり、「彼にすべてを捧げ、もらったのは虚無、しかも3倍になって」と言う。ロダンに「パリ万国博覧会」などの出品を邪魔をされているという妄想に駆られ、財産も没収される。そしてロダンの家の前でわめいたり、ゴミを散らかしたりした末、ついに引き籠ってしまう。そこに父親がポールが詩人として成功していることを伝える。
セーヌ川が氾濫し、水浸しの家をブロが訪ねてきて個展を開きたいという。ポールが戻り、個展で挨拶をしているところに狂乱の姿でカミーユが現れる。ポールは「姉は光り輝く神秘」だとブロに話し、姉に会わずに去る。個展が終わると、カミーユは閉じこもって自分の作品を破壊し始める。父親が亡くなると、母親は「（カミーユが）ロダンの妾になったと（父親が）嘆いていた」とカミーユを責める。ポールは姉をビル・エブラール精神病院に入れることを決め、「才能は姉を不幸にしただけだった」と悟る。
カミーユ・クローデルはモンドベルグの病院に移送され、30年の監禁の後、1943年10月19日に亡くなる。

## キャスト
- カミーユ・クローデル: イザベル・アジャーニ - 彫刻家。
- オーギュスト・ロダン: ジェラール・ドパルデュー - カミーユの師匠で恋人。
- ルイーズ＝アタネーズ・クローデル: マドレーヌ・ロバンソン（フランス語版） - カミーユの母。
- ポール・クローデル: ロラン・グレヴィル（フランス語版） - カミーユの弟で最大の理解者。
- ユージン・ブロ: フィリップ・クレヴノ（フランス語版） - 画廊主。
- ジェシー・リップスコム（英語版）: カトリン・ブアマン（英語版） - カミーユの友人。イギリス人。
- クロード・ドビュッシー: マキシム・ルルー（フランス語版） - 作曲家。
- ローズ・ブーレ（フランス語版）: ダニエル・ルブラン（フランス語版） - ロダンの内縁の妻。
- リメ: ジャン＝ピエール・サンティエ（英語版）
- モーハルト: ロジェ・プランション（フランス語版）
- ルイーズ・クローデル: オーレル・ドアザン（フランス語版） - カミーユの妹。
- ヴィクトワール: マドレーヌ・マリー（フランス語版）
- ルイ＝プロスペール・クローデル: アラン・キュニー - カミーユの父。

## 作品の評価

### 映画批評家によるレビュー
Rotten Tomatoesによれば、11件の評論の全てが高評価で、平均点は10点満点中8.4点となっている。

### 受賞歴
| 映画祭・賞               | 部門            | 候補                                                     | 結果       |
| ------------------------ | --------------- | -------------------------------------------------------- | ---------- |
| 第62回アカデミー賞       | 主演女優賞      | イザベル・アジャーニ                                     | ノミネート |
| 第62回アカデミー賞       | 外国語映画賞    |                                                          | ノミネート |
| 第14回セザール賞         | 作品賞          |                                                          | 受賞       |
| 第14回セザール賞         | 主演男優賞      | ジェラール・ドパルデュー                                 | ノミネート |
| 第14回セザール賞         | 主演女優賞      | イザベル・アジャーニ                                     | 受賞       |
| 第14回セザール賞         | 助演男優賞      | アラン・キュニー                                         | ノミネート |
| 第14回セザール賞         | 有望若手男優賞  | ロラン・グレヴィル                                       | ノミネート |
| 第14回セザール賞         | 新人監督作品賞  |                                                          | ノミネート |
| 第14回セザール賞         | 音楽賞          | ガブリエル・ヤレド                                       | ノミネート |
| 第14回セザール賞         | 撮影賞          | ピエール・ロム                                           | 受賞       |
| 第14回セザール賞         | 衣裳デザイン賞  | ドミニク・ボルグ                                         | 受賞       |
| 第14回セザール賞         | 美術賞          | ベルナール・ヴェザ                                       | 受賞       |
| 第14回セザール賞         | 音響賞          | ギョーム・シアマ ドミニク・エヌカン フランソワ・グルート | ノミネート |
| 第14回セザール賞         | 編集賞          | ジョエル・アッシュ ジャンヌ・ケフ                        | ノミネート |
| 第39回ベルリン国際映画祭 | 銀熊賞 (女優賞) | イザベル・アジャーニ                                     | 受賞       |